# Friedrich Otto Schrader
Friedrich Otto Schrader (* 19. März 1876 in Hamburg; † 2. November 1961 in Kiel) war ein deutscher Indologe. Er beschäftigte sich vorwiegend mit indischer Philosophie und buddhistischer Literatur. Er wird auch als F. Otto Schrader zitiert und ist nicht mit dem Indogermanisten Otto Schrader verwandt.

## Leben und Werk
Schrader studierte in Straßburg und promovierte 1902 zum Dr. theol. Von 1905 bis 1916 leitete er die Bibliothek der Theosophischen Gesellschaft Adyar. Ab 1921 lehrte er als Professor der Indologie in Kiel.
1897 wurde er Mitglied der Burschenschaft Alemannia Göttingen.
Im April 1933 entfernten Mitglieder des Kampfausschusses wider den undeutschen Geist auch Schraders Werke aus den Bibliotheken Kiels, um sie im Mai zu verbrennen. Als Einziger in Kiel erreichte Schrader durch die Versicherung „rein-arischer Abstammung“ die Freigabe seiner Schriften.

## Veröffentlichungen (Auswahl)
- Kleine Schriften. Wiesbaden 1983, mit Bibliographie
- Der Hinduismus. (Religionsgeschichtliches Lesebuch 14) Tübingen 1930
- The Kashmir recension of the Bhagavadgītā. Stuttgart 1930
- Introduction to the Pāncarātra and the Ahirbudhnya Samhita. Madras 1916, Nachdruck Madras 1995